# Chicago XIV
Chicago XIV es un álbum de estudio de la banda de rock estadounidense Chicago, publicado en 1980. El álbum no pudo obtener el certificado de disco de oro, logrando escasas ventas a nivel mundial. Es el último álbum de la banda publicado por Columbia Records y el último con el percusionista Laudir de Oliveira.

## Lista de canciones

### Lado A
1. "Manipulation"	- 3:46
2. "Upon Arrival"	- 3:50
3. "Song for You" - 3:42
4. "Where Did the Lovin' Go" - 4:07
5. "Birthday Boy" - 4:56

### Lado B
1. "Hold On" - 4:16
2. "Overnight Cafe" - 4:20
3. "Thunder and Lightning" - 3:33
4. "I'd Rather be Rich" - 3:10
5. "The American Dream" - 3:20

## Créditos
- Peter Cetera – bajo, guitarra, voz
- Robert Lamm – teclados, coros
- Lee Loughnane – trompeta
- James Pankow – trombón
- Walter Parazaider – saxofón
- Danny Seraphine – batería
- Laudir de Oliveira - percusión